# Pieridae

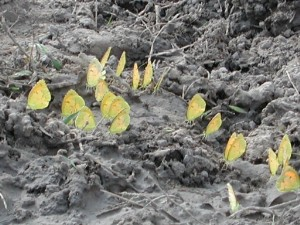
Eurema nicippe hút chất khoáng ở một chỗ ẩm ướt, Stuckey, South Carolina

Pieridae là họ bướm lớn với khoảng 76 chi chứa khoảng 1.100 loài, chủ yếu từ châu Phi và nhiệt đới châu Á với một số giống ở các vùng cực bắc của Bắc Mỹ và Âu Á. Hầu hết bướm trong họ này có màu trắng, màu vàng hoặc màu cam, thường có đốm đen. Các sắc tố tạo nên màu sắc riêng biệt cho những con bướm này có nguồn gốc từ các chất thải trong cơ thể và là đặc điểm của họ này. Họ này được đặt tên bởi William Swainson vào năm 1820.
Ngoại hình hai giới thường khác nhau, thường là ở kiểu mẫu hoặc số lượng các đốm đen. Ấu trùng (sâu bướm) của một số loài này, chẳng hạn như Pieris brassicae và Pieris rapae, thường được tìm thấy trong vườn, ăn cải bắp và là loài gây hại thứ yếu trong nông nghiệp.